# Kavangolandia
Kavangolandia fue un bantustán situado en África del Sudoeste (actual Namibia), destinado por el gobierno sudafricano del apartheid para constituir una patria (homeland) que albergaría a los miembros de la etnia kavango.

## Origen

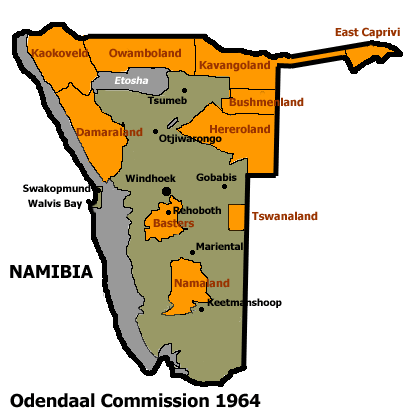
Bantustanes en el territorio de África del Sudoeste con Kavangolandia al estenoreste del país.

Su creación en 1970 fue producto de la política de desarrollo separado que el gobierno de Sudáfrica implementó como parte de su sistema de apartheid durante la ocupación y administración de la antigua colonia alemana de África del Sudoeste.
La premisa principal detrás de su creación fue la de dedicar un área de territorio reservada exclusivamente para los kavango, donde éstos pudieran desarrollarse en forma aislada de las zonas reservadas a los blancos. En 1973, se le otorgó la independencia nominal.

## Conformación
La extensión de la región era de 41.701 km 2 y, según el Reporte Odendaal publicado en 1964, contaba con una población de 28.000 habitantes. En este bantustán el idioma más hablado era el RuKwangali.
Su capital era el pueblo de Rundu, el cual lo es también en la actualidad de Kavango, nombre de la jurisdicción que es ahora una de las 13 regiones administrativas de Namibia. Ocupa prácticamente el mismo territorio salvo la Franja de Caprivi, que antes era en su totalidad parte de este territorio, ahora es compartida con Caprivi. La población de esta región en el año 2001 había aumentado a 201.000 habitantes.

## Disolución
Desde 1980 hasta la disolución de este territorio en 1989, el gobierno local de la región se sustituyó por uno coordinado bajo un nuevo sistema de administraciones étnicas para todos los bantustanes.
Kavangolandia, como las restantes nueve patrias en África del Sudoeste, fue abolido en mayo de 1989, al iniciarse la transición hacia la independencia de Namibia.